# Nati nel 1928/Gennaio
| Questa pagina contiene informazioni ricavate automaticamente dalle voci biografiche con l'ausilio del template Bio e di un bot. L'aggiornamento è periodico e automatico e ricostruisce completamente la pagina. Se manca una persona in questa lista, sei pregato di non aggiungerla, ma accertati piuttosto che la sua voce biografica contenga il template Bio e che i dati anagrafici siano correttamente compilati. Se il template Bio manca, inseriscilo tu stesso o, in alternativa, metti l'avviso {{tmp\|Bio}} che ne segnala la mancanza. Se i dati riportati sono sbagliati, correggi direttamente la voce biografica; le modifiche saranno visibili in questa lista entro pochi giorni. Per chiarimenti vedi il progetto biografie. La lista contiene solo le 185 persone che sono citate nell'enciclopedia e per le quali è stato implementato correttamente il template Bio. Pagina aggiornata al 2 apr 2025. |

- 1º gennaio - Luciano Beretta, paroliere, cantante e ballerino italiano († 1994)
- 1º gennaio - Abdul Sattar Edhi, filantropo pakistano († 2016)
- 1º gennaio - Antonio Guarra, politico e avvocato italiano († 1996)
- 1º gennaio - Giorgio Guazzotti, impresario teatrale e critico teatrale italiano († 2002)
- 1º gennaio - Camara Laye, scrittore guineano († 1980)
- 1º gennaio - Primo Meozzi, hockeista su prato italiano († 1971)
- 1º gennaio - Manuel Moreno Rodríguez, calciatore spagnolo
- 1º gennaio - Liliana Poli, soprano italiano († 2015)
- 1º gennaio - Jean-Pierre Salignon, cestista francese († 2012)
- 1º gennaio - Alan Sawyer, cestista e allenatore di pallacanestro statunitense († 2012)
- 1º gennaio - Hap Sharp, pilota di Formula 1 statunitense († 1993)
- 1º gennaio - Ernest Tidyman, scrittore, sceneggiatore e giornalista statunitense († 1984)
- 1º gennaio - Helen Westcott, attrice statunitense († 1998)
- 2 gennaio - Ernesto Giraudo, calciatore italiano († 2022)
- 2 gennaio - Daisaku Ikeda, filosofo, scrittore e educatore giapponese († 2023)
- 2 gennaio - Ray Kassar, imprenditore statunitense († 2017)
- 2 gennaio - Enrico Quaranta, politico italiano († 1984)
- 2 gennaio - Dan Rostenkowski, politico statunitense († 2010)
- 2 gennaio - Alberto Zedda, musicista e direttore d'orchestra italiano († 2017)
- 2 gennaio - Tamio Ōki, doppiatore giapponese († 2017)
- 3 gennaio - Frank Anderson, scacchista canadese († 1980)
- 3 gennaio - Romano Magnaldi, partigiano italiano († 1945)
- 4 gennaio - Gert Hatz, numismatico tedesco († 2017)
- 4 gennaio - Esko Karhunen, cestista finlandese († 2016)
- 4 gennaio - Jan Lenica, animatore e illustratore polacco († 2001)
- 4 gennaio - Benjamín Maldonado, calciatore boliviano
- 4 gennaio - Boško Vuksanović, pallanuotista jugoslavo († 2011)
- 5 gennaio - Fred Glover, hockeista su ghiaccio, allenatore di hockey su ghiaccio e dirigente sportivo canadese († 2001)
- 5 gennaio - Gino Macconi, pittore italiano († 1999)
- 5 gennaio - Walter Mondale, politico e diplomatico statunitense († 2021)
- 5 gennaio - Qian Qichen, diplomatico e politico cinese († 2017)
- 5 gennaio - Liliana Renzi, pianista italiana († 2012)
- 5 gennaio - Zulfiqar Ali Bhutto, politico pakistano († 1979)
- 5 gennaio - Sultan bin 'Abd al-'Aziz Al Sa'ud, principe e politico saudita († 2011)
- 6 gennaio - Giovanni Attanasio, attore italiano († 1988)
- 6 gennaio - Capucine, attrice e modella francese († 1990)
- 6 gennaio - Carlo Pedretti, storico dell'arte italiano († 2018)
- 6 gennaio - Giuseppe Russo, carabiniere italiano († 1977)
- 6 gennaio - Derek Saunders, calciatore inglese († 2018)
- 6 gennaio - Vijay Tendulkar, scrittore, drammaturgo e sceneggiatore indiano († 2008)
- 6 gennaio - Pasquale Vivolo, calciatore e dirigente sportivo italiano († 2002)
- 7 gennaio - William Peter Blatty, scrittore, sceneggiatore e regista statunitense († 2017)
- 7 gennaio - Hristo Mladenov, allenatore di calcio bulgaro († 1996)
- 7 gennaio - Michele Pazienza, politico e avvocato italiano († 2013)
- 7 gennaio - Emilio Pericoli, cantante italiano († 2013)
- 8 gennaio - Felice Andreasi, attore e cabarettista italiano († 2005)
- 8 gennaio - Bab Christensen, attrice teatrale e attrice cinematografica norvegese († 2017)
- 8 gennaio - Slade Gorton, politico statunitense († 2020)
- 8 gennaio - Chaim Kanievsky, rabbino, teologo e educatore israeliano († 2022)
- 8 gennaio - Gaston Miron, poeta, scrittore e editore canadese († 1996)
- 8 gennaio - Luther Perkins, chitarrista statunitense († 1968)
- 8 gennaio - Osvaldo Ruggieri, attore e doppiatore italiano († 2020)
- 8 gennaio - Pio Scilligo, presbitero, psicologo e psicoterapeuta italiano († 2009)
- 8 gennaio - Luciano Testa, calciatore italiano († 2007)
- 8 gennaio - Ilaria Toesca, storica dell'arte e funzionaria italiana († 2014)
- 9 gennaio - Hanns-Peter Boehm, chimico tedesco († 2022)
- 9 gennaio - Pierre Garnier, poeta e scrittore francese († 2014)
- 9 gennaio - Judith Krantz, scrittrice e giornalista statunitense († 2019)
- 9 gennaio - Domenico Modugno, cantautore, chitarrista e attore italiano († 1994)
- 10 gennaio - Sonny Bupp, attore statunitense († 2007)
- 10 gennaio - Pietro Garlato, vescovo cattolico italiano († 2013)
- 10 gennaio - Imre Hódos, lottatore ungherese († 1989)
- 10 gennaio - Filippo Monti, architetto italiano († 2015)
- 10 gennaio - Luciano Morandini, poeta italiano († 2009)
- 11 gennaio - Franco Frasi, allenatore di calcio e calciatore italiano († 2009)
- 11 gennaio - Andréa Guiot, soprano francese († 2021)
- 11 gennaio - Lora Lamm, illustratrice e grafica svizzera († 2025)
- 11 gennaio - Herbert Mensching, attore tedesco († 1981)
- 11 gennaio - David L. Wolper, produttore televisivo e produttore cinematografico statunitense († 2010)
- 12 gennaio - Ruth Brown, cantante e attrice statunitense († 2006)
- 12 gennaio - André Labarrère, politico e storico francese († 2006)
- 12 gennaio - Erkki Mallenius, pugile finlandese († 2003)
- 12 gennaio - Zdeněk Procházka, calciatore cecoslovacco († 2016)
- 12 gennaio - Lloyd Ruby, pilota automobilistico statunitense († 2009)
- 12 gennaio - Giovanni Steffè, canottiere italiano († 2016)
- 12 gennaio - Vic Toweel, pugile sudafricano († 2008)
- 13 gennaio - Aldo Ballo, fotografo italiano († 1994)
- 13 gennaio - Franco Bassetti, ex calciatore italiano
- 13 gennaio - Vladimir Čonč, calciatore jugoslavo († 2012)
- 13 gennaio - Bengt Gustavsson, calciatore e allenatore di calcio svedese († 2017)
- 13 gennaio - William Martínez, calciatore uruguaiano († 1997)
- 13 gennaio - David Sheiner, attore statunitense
- 13 gennaio - Gregory Walcott, attore statunitense († 2015)
- 14 gennaio - Luis Armando Bambarén Gastelumendi, vescovo cattolico peruviano († 2021)
- 14 gennaio - Ray Corley, cestista statunitense († 2007)
- 14 gennaio - Louis Crocq, psichiatra e psicologo francese († 2022)
- 14 gennaio - Lars Forssell, poeta, librettista e giornalista svedese († 2007)
- 14 gennaio - Alfredo Maria Garsia, vescovo cattolico italiano († 2004)
- 14 gennaio - Aimaro Isola, architetto italiano
- 14 gennaio - Araldo Pirola, ex calciatore italiano
- 14 gennaio - Garry Winogrand, fotografo statunitense († 1984)
- 15 gennaio - Biancamaria Tedeschini Lalli, anglista italiana († 2022)
- 15 gennaio - Vladimir Il'in, calciatore sovietico († 2009)
- 15 gennaio - Robert Kraichnan, fisico statunitense († 2008)
- 15 gennaio - Joanne Linville, attrice statunitense († 2021)
- 15 gennaio - Pietro Rescigno, giurista e avvocato italiano
- 15 gennaio - René Vautier, regista e sceneggiatore francese († 2015)
- 16 gennaio - Pilar Lorengar, soprano spagnolo († 1996)
- 16 gennaio - William Kennedy, scrittore, giornalista e storico statunitense
- 16 gennaio - Raffaello Rubino, politico e medico italiano († 2021)
- 16 gennaio - Ezra Sims, compositore statunitense († 2015)
- 16 gennaio - Menchu Álvarez del Valle, giornalista spagnola († 2021)
- 17 gennaio - Lelio Antoniotti, calciatore italiano († 2014)
- 17 gennaio - Jean Barraqué, compositore francese († 1973)
- 17 gennaio - Luigi Moltrasio, calciatore italiano († 1990)
- 17 gennaio - Carlo Polli, politico italiano († 2007)
- 17 gennaio - Vidal Sassoon, parrucchiere, imprenditore e attivista britannico († 2012)
- 18 gennaio - Mario Canciani, presbitero, biblista e scrittore italiano († 2007)
- 18 gennaio - Giovanni Giacomazzi, calciatore italiano († 1995)
- 18 gennaio - Aleksandr Gomel'skij, cestista e allenatore di pallacanestro sovietico († 2005)
- 18 gennaio - Franco Jurlano, dirigente sportivo italiano († 2007)
- 18 gennaio - Attila Keresztes, schermidore ungherese († 2002)
- 18 gennaio - Tobin Rote, giocatore di football americano statunitense († 2000)
- 19 gennaio - Edoardo Faieta, attore e wrestler statunitense († 1993)
- 19 gennaio - Jan Janbroers, allenatore di pallacanestro olandese († 2006)
- 19 gennaio - Tomislavo Karađorđević, principe serbo († 2000)
- 20 gennaio - Giacomo Bellucci, compositore italiano († 2015)
- 20 gennaio - William Berger, attore austriaco († 1993)
- 20 gennaio - Peter Donat, attore canadese († 2018)
- 20 gennaio - Claude Gagnière, scrittore francese († 2003)
- 20 gennaio - Francesco Messina Denaro, mafioso italiano († 1998)
- 20 gennaio - Yacef Saadi, politico e rivoluzionario algerino († 2021)
- 20 gennaio - Mauro Santoni, politico italiano
- 21 gennaio - Reynaldo Bignone, generale e politico argentino († 2018)
- 21 gennaio - Carlo Gambini, ex calciatore italiano
- 21 gennaio - John Olsen, pittore e viaggiatore australiano († 2023)
- 21 gennaio - Gene Sharp, filosofo, politologo e saggista statunitense († 2018)
- 22 gennaio - Ernesto Casnati, fisico italiano († 2019)
- 22 gennaio - Francis H. Harlow, fisico statunitense († 2016)
- 22 gennaio - Jorge Ibargüengoitia, drammaturgo e scrittore messicano († 1983)
- 22 gennaio - Shōzō Shimamoto, artista giapponese († 2013)
- 23 gennaio - Françoise Dorin, drammaturga, scrittrice e paroliera francese († 2018)
- 23 gennaio - Ichiro Hasegawa, docente giapponese († 2016)
- 23 gennaio - Noé Jitrik, critico letterario e scrittore argentino († 2022)
- 23 gennaio - Salvo Lima, politico italiano († 1992)
- 23 gennaio - Eugenio Monti, bobbista italiano († 2003)
- 23 gennaio - Jeanne Moreau, attrice, cantante e regista francese († 2017)
- 23 gennaio - Allen Stack, nuotatore statunitense († 1999)
- 23 gennaio - Corrado Vivanti, storico italiano († 2012)
- 23 gennaio - Agostino Zavattini, politico italiano († 1995)
- 24 gennaio - Willie Bauld, calciatore scozzese († 1977)
- 24 gennaio - Sereno Freato, politico italiano († 2013)
- 24 gennaio - Desmond Morris, zoologo, etologo e illustratore britannico
- 24 gennaio - Michel Serrault, attore francese († 2007)
- 25 gennaio - Karl Walter Diess, attore e doppiatore austriaco († 2014)
- 25 gennaio - Cor van der Hart, calciatore e allenatore di calcio olandese († 2006)
- 25 gennaio - Adolfo Marsillach, attore, regista e scrittore spagnolo († 2002)
- 25 gennaio - Domingo Pillado, calciatore cileno († 2018)
- 25 gennaio - Eduard Shevardnadze, politico sovietico († 2014)
- 25 gennaio - Sherwin Wine, rabbino statunitense († 2007)
- 26 gennaio - Peder Borgen, pastore protestante, teologo e storico delle religioni norvegese († 2023)
- 26 gennaio - Domenico Borraccino, politico italiano († 2001)
- 26 gennaio - Abdellatif Filali, politico marocchino († 2009)
- 26 gennaio - Dick Nash, trombonista statunitense
- 26 gennaio - Fulvio Pieroni, arbitro di calcio, dirigente sportivo e calciatore italiano († 2016)
- 26 gennaio - Guido Rocca, scrittore, drammaturgo e sceneggiatore italiano († 1961)
- 26 gennaio - Roger Vadim, regista, sceneggiatore e attore francese († 2000)
- 27 gennaio - Michael Craig, attore e sceneggiatore britannico
- 27 gennaio - Paul Ilyinsky, politico statunitense († 2004)
- 27 gennaio - Xhanfise Keko, regista e montatrice albanese († 2007)
- 27 gennaio - Georges Le Rider, storico, numismatico e bibliotecario francese († 2014)
- 27 gennaio - Hans Modrow, politico tedesco († 2023)
- 28 gennaio - Walter Brandi, attore e produttore cinematografico italiano († 1996)
- 28 gennaio - Renato Calligaro, vignettista e fumettista italiano († 2023)
- 28 gennaio - Jean-Jacques Guilbert, medico e pedagogista francese († 2021)
- 28 gennaio - Folco Perrino, pianista italiano († 2015)
- 28 gennaio - Paolo Rosi, pugile italiano († 2004)
- 28 gennaio - Davide Schiffer, neurologo italiano († 2020)
- 28 gennaio - Willi Sturm, pallanuotista tedesco († 1993)
- 28 gennaio - Irena Szydłowska, arciera polacca († 1983)
- 28 gennaio - Silvio Vitale, politico e avvocato italiano († 2005)
- 28 gennaio - Jorge Zorreguieta, funzionario e politico argentino († 2017)
- 29 gennaio - Fritz Morf, calciatore svizzero († 2011)
- 29 gennaio - Pierre Tchernia, attore, sceneggiatore e regista francese († 2016)
- 29 gennaio - Marcello Tommasi, scultore e pittore italiano († 2008)
- 30 gennaio - Gianni Brusamolino, artista italiano († 2021)
- 30 gennaio - Kihnu Virve, cantante estone († 2022)
- 30 gennaio - Mitch Leigh, compositore e produttore teatrale statunitense († 2014)
- 30 gennaio - Harold Prince, produttore teatrale e regista teatrale statunitense († 2019)
- 30 gennaio - Paul Seymour, cestista e allenatore di pallacanestro statunitense († 1998)
- 31 gennaio - Florindo D'Aimmo, politico italiano († 2013)
- 31 gennaio - Michael Degen, attore e scrittore tedesco († 2022)
- 31 gennaio - Dušan Džamonja, scultore croato († 2009)
- 31 gennaio - Ênio Andrade, calciatore e allenatore di calcio brasiliano († 1997)
- 31 gennaio - Ivanne Trebbi, politica e partigiana italiana